# 조르자 보르디뇬
조르자 보르디뇬(이탈리아어: Giorgia Bordignon, 1987년 5월 24일~)은 이탈리아의 역도 선수이다. 올림픽에 2회 참가하여 2020년 하계 올림픽에서 여자 미들급 은메달을 획득했다.